# Mario Frangoulis

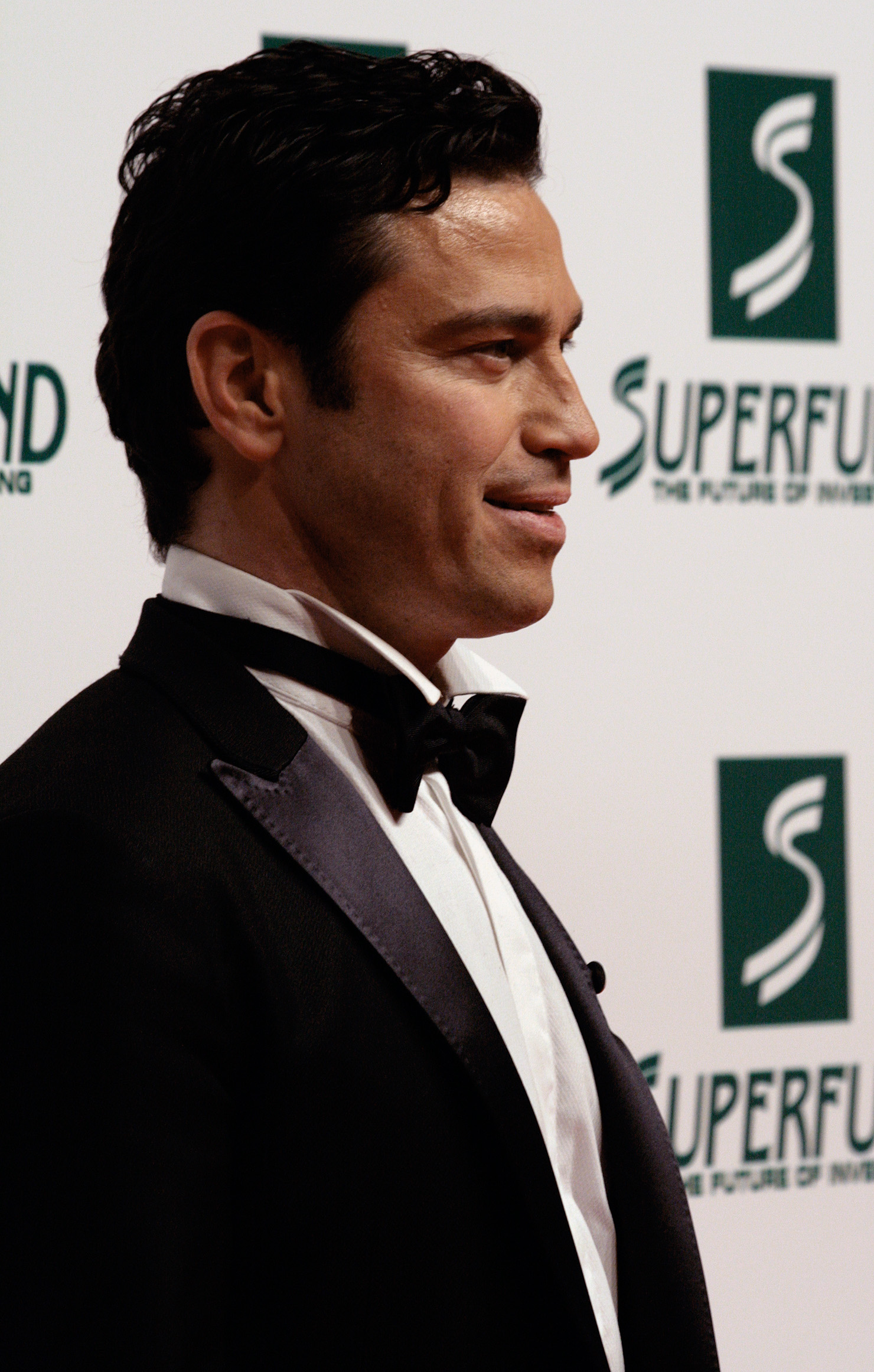
Mario Frangoulis (2009).

Mario Frangoulis (en griego: Μάριο Φραγκούλης, Rodesia, 18 de diciembre de 1967) es un tenor y actor griego.
Frangoulis decidió centrarse en el estudio de crossover clásico de todo el mundo. Su canción más conocida es Vincerò, Perderò.
Mario canta en griego, italiano, francés, español e inglés, en un esfuerzo por llenar el espacio entre ambos estilos musicales y atraer así, a un público más joven a producciones de ópera. Acompañó a la Soprano Sarah Brightman en su gira mundial Symphony durante 2008, "Gala - An Evening with Sarah Brightman" durante 2016 y 2017, "Royal Christmas Gala" durante 2017 y "Hymn World Tour" durante 2018.

## Biografía
Mario Frangoulis nace en Rodesia en 1967, pero se muda a Grecia a la edad de cuatro años, llevado por sus tíos. Participó en varios coros como cantante principal desde los ocho años.

## Estudios
- Frangoulis, estudió violín durante once años en el Conservatorio de Atenas, graduándose en el año 1984.
- En 1985, se muda a Londres y toma un curso de actuación profesional durante tres años, en la Guildhall School of Music and Drama.
- Viajó a Italia donde estudió con el tenor Carlo Bergonzi en la Academia Verdi en Busseto, el lugar de nacimiento de Verdi, graduándose seis meses más tarde.
- En Italia, conoció al famoso tenor Alfredo Kraus y se hizo su alumno privado, acompañándole por todo el mundo para tomar lecciones con él durante más de un año.
- A partir de 1992 y hasta 1995, se muda a Nueva York para seguir sus estudios de ópera, con la soprano Dodi Protero.

Concursos
- En 1988, ganó la Beca Maria Callas.
- En 1992, ganó la Beca Onassis.
- En 1994, fue finalista distinguido del Concurso Internacional de Voz Luciano Pavarotti.

## Discografía
Álbumes
- 1999 - Feggari Erotevmeno (en vivo), Sony Music / BMG
- 2000 - Acropolis Concert (en vivo), Musicrama / Koch
- 2002 - Sometimes I Dream, Ark21 / Sony Music / BMG
- 2003 - Nights in White Satin, Sbme
- 2004 - Follow Your Heart, Sony Music / BMG
- 2006 - Music of The Night, Sony Music / BMG
- 2007 - Amor Oscuro, Sony Music / BMG
- 2007 - Passione, Sony Music / BMG
- 2008 - Mario & Friends...what a wonderful world, Sony Music / BMG
- 2009 - Mario & Friends 2....It Makes The World Go Around
- 2010 - Seasons Of Love
- 2010 - Seasons of Love 2
- (2011) - Mario my Best of Frangoulis
- (2011) - Beautiful Things

## DVD
- 2002 - Sometimes I Dream (Live in Concert), Ark21 / Sony Music / BMG
- 2006 - Music Of The Night, Sony Music / BMG